# Aleksej Polivanov

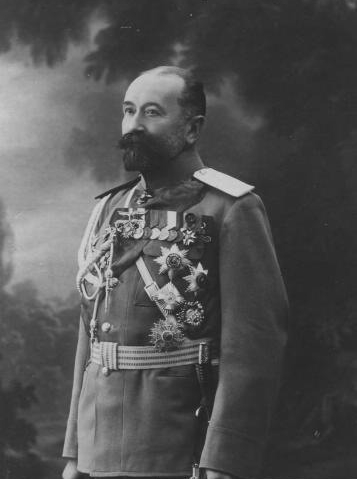
Aleksej Polivanov

Aleksej Andrejevitj Polivanov (ryska: Алексей Андреевич Поливанов), född 16 mars (gamla stilen: 4 mars) 1855, död 25 september 1920 i Riga, var en rysk general. 
Polivanov var 1906–12 krigsministersadjoint och som sådan livligt verksam för ryska arméns och särskilt artilleriets reorganisation. Vid första världskrigets utbrott blev han chef för en armékår. Han utsågs i juni 1915 att som krigsminister efterträda den föga dugande Vladimir Suchomlinov. Utnämningen mottogs i duman med sympati, och Polivanov inlade stor energi på ammunitionsfrågans lösning. Han avgick 29 mars 1916 och erhöll i april samma år ett befäl vid fronten i trakten av Strypa. 
Polivanov var sedermera (under bolsjevikregeringen) militär sakkunnig vid de rysk-polska fredsförhandlingarna 1920 i Riga och avled, medan förhandlingarna ännu pågick.